# Jackson-Harmsworth-ekspeditionen 1894-97
Jackson-Harmsworth-ekspeditionen fra 1894 til 1897 var en polarekspedition til Frans Josefs land ledet af den britiske polarforsker Frederick George Jackson og finansieret af avismanden Alfred Harmsworth. Jackson var blevet vildledt af fejlagtige kort til at tro, at Frans Josefs land var en landmasse, som strakte sig helt til Nordpolen. Ekspeditionen fastslog imidlertid, at landet i virkeligheden var et arkipelag med nordligt yderpunkt omkring 81 grader.
Den 17. juni 1896 stødte Jackson overraskende på "en høj mand, klædt i en blød feltlue, med løse, vide klæder,og med langt, uordnet hår og skæg". Dette viste sig at være Fridtjof Nansen, som sammen med Hjalmar Johansen havde opholdt sig i isen efter, at han den 14. marts 1895 havde forladt det fastfrosne ekspeditionsskib "Fram". Den var en rent tilfældighed, som havde bragt Nansen og Johansen til Jacksons lejr på Northbrook Island.
På baggrund af Nansens beretning om sin rejserute, vurderede Jackson forsøget på at nå polen selv. Han begyndte at bygge kopier af Nansens slæder og kajakker, men manglende erfaring med skiløb og i at bevæge sig frem over isen medførte, at han han snart opgav planerne.